# Schwesternhaus (Hannover)

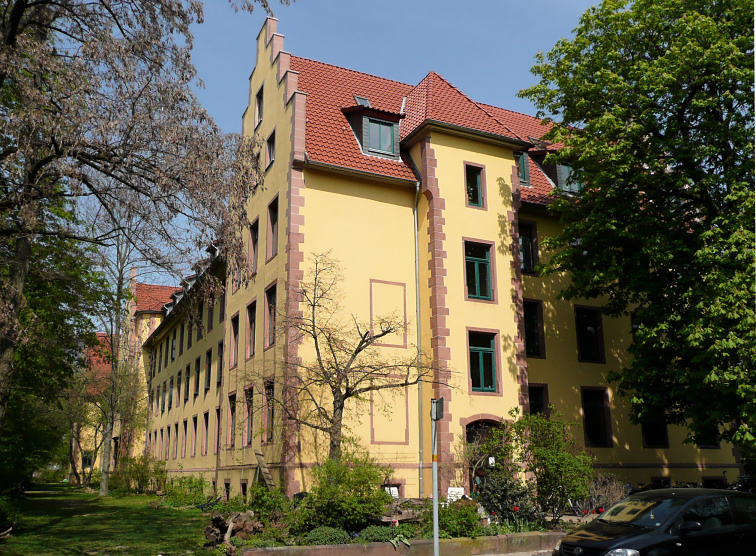
Das Schwesternhaus

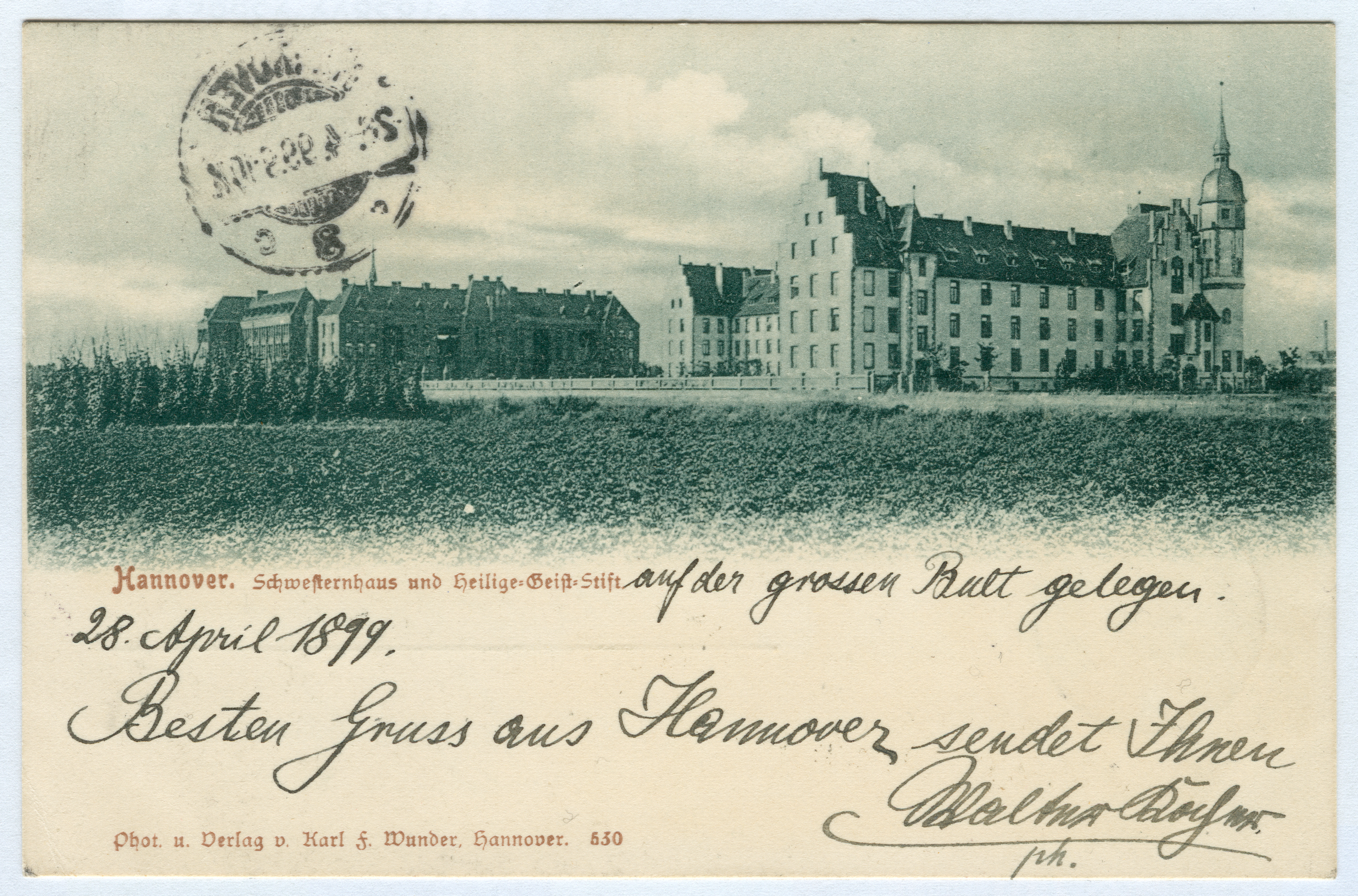
Das Gebäude kurz nach dem Bau in der Bult im Hintergrund das Heilig-Geist-Stift;
Ansichtskarte Nr. 530, Karl F. Wunder, um 1898

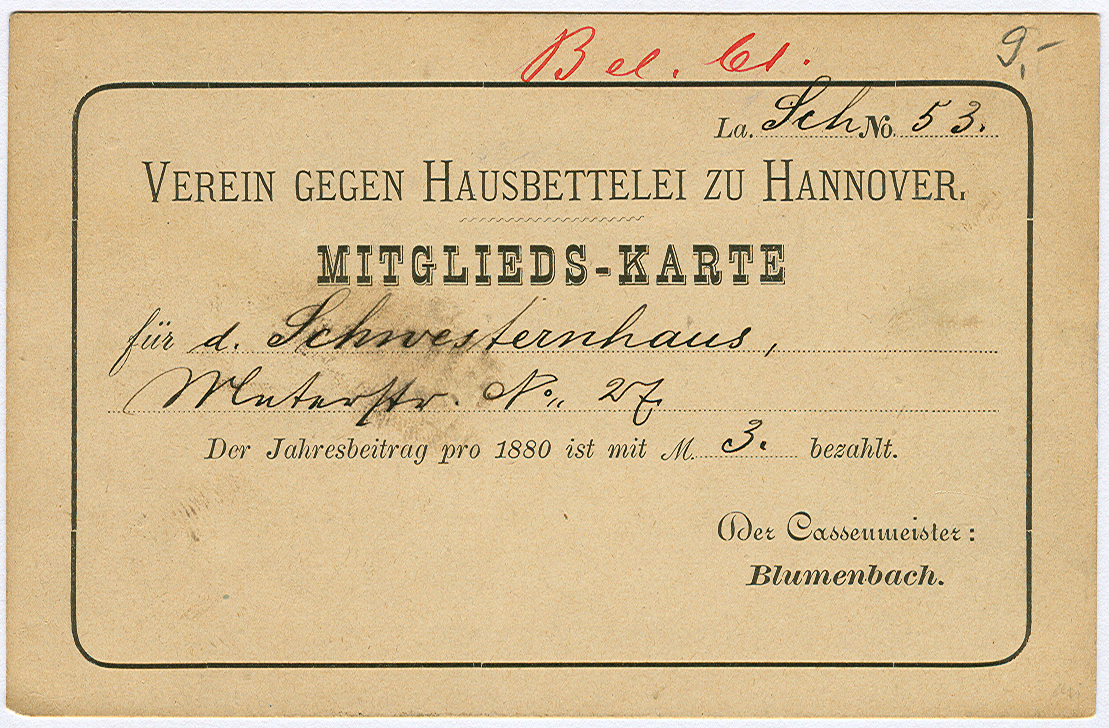
Mitgliedskarte des Schwesternhauses (Meterstraße 27) im Verein gegen Hausbettelei, 1880

Das Schwesternhaus ist ein denkmalgeschütztes Gebäude in der Schwesternhausstraße 10 im Stadtteil Bult. Es wird heute als selbstverwaltetes Studentenwohnheim genutzt.

## Gebäude
Der Bauplatz für das Schwesternhaus wurde 1896 für 100.000 Mark erworben. Er befand sich auf der Großen Bult; damals ein Neubaugebiet. Das Gebäude wurde 1896/1897 nach Plänen des Architekten Emil Lorenz in Gemeinschaft mit Christoph Hehl errichtet und am 11. November 1897 eingeweiht. Es kostete 312.000 Mark. In unmittelbarer Nachbarschaft waren 1893–1895 das Rats- und von-Soden-Kloster und das Heilig-Geist-Spital und Stift neu erbaut worden. Ab 1895 wurde in der Nähe die neue Tierärztliche Hochschule gebaut.
Seit 1971 wird das Schwesternhaus als Studentenwohnheim genutzt. Im Laufe der Zeit wurden die schweren Kriegsschäden des Gebäudes beseitigt. Es entstanden 73 wieder nutzbare Einzelwohnungen und elf Wohngemeinschaften im wiederaufgebauten Spitzdach des Hauptflügels. Das Schwesternhaus steht unter Denkmalschutz und wird in der Liste der Baudenkmale in Hannover geführt.

## Geschichte
Das Schwesternhaus entstand 1896/1897 als Ersatz für das erste Schwesternhaus in der Meterstraße durch die Schwesternhausstiftung unter der Leitung des Pastors Hermann Wilhelm Bödeker. Es diente über 70 Jahre als Wohnheim für alleinstehende Damen des Bildungsbürgertums. Heute bewohnen rund 120 Studenten der unterschiedlichsten Studienrichtungen das Gebäude. Die Gebäudeverwaltung erfolgt seitens der Bewohner basisdemokratisch.